# Campanula numidica
Campanula numidica är en klockväxtart som beskrevs av Michel Charles Durieu de Maisonneuve. Campanula numidica ingår i släktet blåklockor, och familjen klockväxter.
Artens utbredningsområde är Algeriet. Inga underarter finns listade i Catalogue of Life.